# Safe as Milk
Safe As Milk ist das Debütalbum von Captain Beefheart & His Magic Band, das 1967 beim Label Buddah Records veröffentlicht wurde.

## Entstehung
Obwohl Van Vliet einen Plattenvertrag für zwei Singles mit A&M abgeschlossen und 1966 bei A&M Diddy Wah Diddy und Moonchild veröffentlicht hatte, wollte Jerry Moss von A&M Records weitere Lieder nicht veröffentlichen, so dass Van Vliet zunächst beim Label Kama Sutra von Artie Ripp und später bei Bob Krasnows Label Buddah Records unterschrieb, um hier das bereits fast fertig konzipierte Album aufzunehmen. Erste Titel wurden zunächst unter der Produktion von Gary Marker in den Sunset Sound Studios eingespielt. Schlagzeuger P.G. Blakeley wurde nach den Aufnahmen von John French und Gitarrist Doug Moon von Ry Cooder ersetzt. Krasnow gewann Richard Perry für die Produktion, deren Aufnahmen in der Folge in die RCA Studios nach Hollywood verlegt wurden. Don Glen Van Vliet konnte den Dichter und Drehbuchautor Herb Bermann für die Überarbeitung zahlreicher Texte gewinnen. Ry Cooder kümmerte sich um das Arrangement bei Sure ’Nuff ’'N Yes I Do sowie Grown so Ugly und spielte die Slide-Gitarre ein. Die restliche Magic Band um Alex St. Clair, Jerry Handley und John French wurde ergänzt durch die Gastmusiker Milt Holland, Taj Mahal, Russ Titleman und Sam Hoffmann. Die Aufnahmen 1967 dauerten vom Frühjahr (Sunset Studios) bis in den Herbst (RCA Studios). Krasnow und Richard Perry verliehen der Produktion einen poppigen Anstrich. In Deutschland wurde das Album 1968 veröffentlicht.

## Titelliste
1. Sure 'Nuff 'N Yes I Do (Bermann, Van Vliet) – 2:10
2. Zig Zag Wanderer (Bermann, Van Vliet) – 2:35
3. Call on Me (Van Vliet) – 3:10
4. Dropout Boogie (Bermann, Van Vliet) – 2:20
5. I'm Glad (Van Vliet) – 3:22
6. Electricity (Bermann, Van Vliet) – 3:00
7. Yellow Brick Road (Bermann, Van Vliet) – 2:50
8. Abba Zaba (Van Vliet) – 3:35
9. Plastic Factory (Bermann, Handley, Van Vliet) – 3:00
10. Where There's Woman (Bermann, Van Vliet) – 2:05
11. Grown So Ugly (Williams) – 2:22
12. Autumn's Child (Bermann, Van Vliet) – 4:35

Das Label Buddah veröffentlichte 1999 eine Neuauflage des Albums im Format Compact Disc mit einem überarbeiteten Cover und sieben Bonustracks:
1. Safe As Milk (Take 5) (Van Vliet) – 4:11
2. On Tomorrow (Van Vliet) – 6:56
3. Big Black Baby Shoes (Van Vliet) – 4:50
4. Flower Pot (Van Vliet) – 3:54
5. Dirty Blue Gene (Van Vliet) – 2:42
6. Trust Us (Take 9) (Van Vliet) – 7:20
7. Korn Ring Finger (Van Vliet) – 7:26

## Besetzung
- Captain Beefheart – Gesang, Mundharmonika
- Alex St. Clair – Gitarre
- Jerry Handley – Bass
- John French – Schlagzeug
- Ry Cooder – Gitarre
- Samuel Hoffman – Theremin
- Milt Holland – Schlagzeug/Percussions
- Taj Mahal – Tambourine

## Rezeption
Das Album hat einen Eintrag in Robert Dimerys 1001 Albums You Must Hear Before You Die. Der dortige Rezensent Jaime Gonzalo beschreibt den Stil als ein „Mix aus Delta-Blues, Jazz, Psychedelia, R&B und traditionellem U.S.-Folkrock“ und urteilt: „Die LP ist ein ausgewogenes, sogar radiofreundliches Hybridprodukt, lässt aber ahnen, was bald kommen würde – Trout Mask Replica“
Richie Unterberger rezensierte das Album für Allmusic und vergab die höchste Punktwertung. Er hielt Zig Zag Wanderer, Call on Me und "Yellow Brick Road" für „einige seiner beständigsten und von Riffs getriebenen Titel“ („some of his most enduring and riff-driven songs“).